# Завод фосфору в Помблієрі
Завод фосфору в Помблієрі – колишній виробничий майданчик на південному сході Франції.
В 1902 році компанія La Volta Lyonnaise зпустила в Помблієрі хімічний завод, що мав виробляти каустичну соду за електролізною технологію. Втім, технічне рішення виявилось невдалим і досягнути стабільної роботи так і не вдалось, що вивільняло значні обсяги електроенергії – складовою проекту La Volta Lyonnaise була гідроелектростанція. Продукцію останньої почали пропонувати іншим споживачам, одним з яких став заснований в 1903-му завод компанії Coignet et Cie. З 1905-го останній продукував жовтий фосфор шляхом переробки фосфоритів у електричних печах.
В 1924-му обладнання фосфорного заводу в Помблієрі перенесли на майданчик заводу в Еп'єррі, за два десятки кілометрів на захід від Помблієру (при цьому можливо відзначити, що заснований La Volta Lyonnaise завод з 1923-го нарешті отримав сталий напрямок діяльності – продукування металічного натрію).